# Dynamine aerata
Dynamine aerata är en fjärilsart som beskrevs av Butler 1877. Dynamine aerata ingår i släktet Dynamine och familjen praktfjärilar. Inga underarter finns listade i Catalogue of Life.